# 孔江水库
孔江水库是中国广东省韶关市南雄市乌迳镇境内的一座水库，位于北江水系，建于1969年。水库正常库容为6758万立方米，平均水深为7.10米，集雨面积为79平方千米，海拔为195米。